# Assevillers
Assevillers – miejscowość i gmina we Francji, w regionie Hauts-de-France, w departamencie Somma.
Według danych na rok 2011 gminę zamieszkiwało 289 osób, a gęstość zaludnienia wynosiła 53 osoby/km² (wśród 2293 gmin Pikardii Assevillers plasuje się na 743. miejscu pod względem liczby ludności, natomiast pod względem powierzchni na miejscu 832.).